# كلير بلانك
كلير بلانك (بالإنجليزية: Clair Blank)‏ هي كاتبة للأطفال وكاتِبة أمريكية، ولدت في 5 أغسطس 1915 في ألينتاون في الولايات المتحدة، وتوفيت في 15 أغسطس 1965 في فيلادلفيا في الولايات المتحدة.